# Arahura (fleuve)
Le fleuve Arahura (anglais : Arahura River) est un cours d'eau situé dans le district de Westland dans la région de la West Coast de l’Île du Sud de la Nouvelle-Zélande.

## Géographie
Il est long d'approximativement de 56 km, et s’écoule dans la Mer de Tasman, à 8 km au nord de la ville de Hokitika, près du Pa (village fortifié) de marae d'Arahua. 
La partie inférieure de la rivière Arahura fut dans le passé, le lieu principal de production de l’or et l’objet d’une exploitation minière intensive, mais qui est maintenant abandonnée. Ce fut aussi une source majeure de pounamu (pierre verte) pour les besoins des Māoris.
En 2009, le pont mixte rail/route datant de 120 ans et traversant la rivière, fut remplacé. Des sections de l’ancien pont furent réutilisés ailleurs sur le réseau de chemin de fer et une zone complète fut retenue pour organiser un parc local de «conservation du patrimoine».